# Тачно у пре подне
Албум Тачно у пре подне је трећи по реду албум српске хард-кор реп групе Прти Бее Гее. Издат је 2007. и састоји се из 15 нумера.
Издавачка кућа: 

## Списак нумера
1. На Насловној Страни (0:31)
2. Уно Линеа (2:06)
3. Со факин хај (1:50)
4. Код Специјалног Суда (2:28)
5. К'о Карим Абдул Џабари (3:01)
6. Вуду бич уп (2:44)
7. Кокејн (2:49)
8. Па Мало Фанке (2:36)
9. Слатка Тајна (Скит) (0:54)
10. А Сад Мало Оно (3:11)
11. Хеви Дозе (2:30)
12. Кадилаком (2:57)
13. Д Ридллер (4:01)
14. Секс, Гудра, Прти БГ (3:04)
15. Журеза На Сењаку (2:34)